# Pietro Rosa
Pietro Rosa (Roma, 10 novembre 1810 – Roma, 15 agosto 1891) è stato un politico, archeologo e topografo italiano; fu il primo Soprintendente agli scavi e monumenti della provincia di Roma.

## Biografia
Discendente del pittore Salvator Rosa, fece studi di pittura e fu allievo di Luigi Canina, che lo introdusse presso la famiglia Borghese. Qui lavorò sino alla sua adesione, nel 1849, ai moti per la difesa di Roma durante il regime della Repubblica romana; la scelta politica lo lasciò privo di occupazione e il Canina lo prese con sé per alcuni scavi lungo la via Appia.
Lavorò in seguito per Napoleone III, appassionato di archeologia, che consoceva il Rosa per la sua Carta topografica del Lazio (una mappa archeologica rilevata da Rosa stesso fra il 1850 e il 1870), per il quale dal 1861 diresse gli scavi negli Horti sul Palatino, che l'imperatore aveva appena acquistato da Ferdinando II di Borbone.. 
Il Rosa opererà intensamente sul Palatino; sono di questi anni gli scavi al Tempio della Magna Mater, alla Domus Tiberiana, al Palazzo di Domiziano, al Tempio di Apollo, alla Casa di Livia e alle Scale di Caco.
A lui e al politico Quintino Sella si deve l'ideazione dell'acquisto degli Horti Farnesiani al Palatino da parte dello Stato italiano, che nel 1870 li acquistò per 650.000 lire dal deposto imperatore francese Napoleone III.
Rimase, insieme con Giacomo Boni e Alfonso Bartoli, uno dei principali studiosi del Palatino, in cui fece importanti scoperte fra le quali quella del tempio di Giove Statore e la Basilica Giulia.
Nel 1870 fu nominato Senatore del Regno d'Italia, eletto per acclamazione all'amministrazione comunale di Roma, e fu il primo ammesso a progetti archeologici nell'area del Foro Romano come Soprintendente agli scavi e monumenti della provincia di Roma, incarico che conservò sino al 1874, quando ne fu estromesso per dissidi con Giuseppe Fiorelli, direttore del neonato servizio archeologico nazionale, e con gli incaricati del Comune di Roma.
Tra il 1874 ed il 1875 diresse gli scavi per liberare il Colosseo dall'interro; i lavori nell'Anfiteatro, che era un simbolo religioso (ospitava ad esempio già a quei tempi la Via Crucis), furono considerati pressoché sacrileghi dalla popolazione cattolica, che inscenava proteste, con celebrazioni religiose a sorpresa dentro la struttura, sinché Rosa non convinse i popolani che era meglio scavarla piuttosto che consentirvi ipotetici ludi carnascialeschi.